# Thomas Gerald Room
Thomas Gerald Room FRS (Londres, 10 de novembro de 1902 — 2 de abril de 1986) foi um matemático australiano. É conhecido pelos quadrados de Room.